# .338 Lapua Magnum
.338 Lapua Magnum (8,6×70 мм, .338 LM, SAA 4640) — специальный снайперский патрон для стрельбы на большие дистанции, на сегодняшний момент широко используется также охотниками и стрелками-спортсменами. Целью разработки патрона было создать боеприпас и винтовку под него с возможностью прогнозируемой стрельбы по «ростовой мишени» до 1800 м, то есть винтовку, способную стрелять дальше, чем .300 Win.Mag и при этом легче, чем винтовки под патрон .50 BMG (12,7×99 мм). Наилучшая прогнозируемая дальность стрельбы патроном .338 Lapua Magnum составляет до 1500 м. Патрон .338 Lapua Magnum занимает промежуточное положение между снайперскими патронами .300 Win.Mag. (7,62×67 мм) и .408 Cheyenne Tactical (10,3×77 мм).

## История
В 1983 году Министерство обороны США поставило задачу разработки нового патрона для снайперской стрельбы. Джерри Хэскинс из компании Research Armament Industries (RAI), Джим Белл и Бутс Обермейер разработали патрон калибра 8,6 мм на базе гильзы патрона .416 Rigby, однако у него обнаружилась проблема деформации гильзы из-за большого давления пороховых газов. Финская компания Lapua (на данный момент подразделение норвежско-финской компании Nammo) решила эту проблему, создав практически новую усиленную гильзу, и в 1987 году начала коммерческое производство патронов под обозначением .338 Lapua Magnum. В настоящее время производством .338 Lapua Magnum также занимаются шведская фирма Norma Precision, чешская Sellier & Bellot, Ульяновский патронный завод, Новосибирский патронный завод (Россия).

## Типы пуль
После выпуска патрона .338 Lapua Magnum на рынок в 1989 году, у него был всего один тип пули, однако после 1996 года стали появляться и другие типы пуль, что расширило круг использования данного патрона:
- Partition — экспансивная пуля с двумя сердечниками, разделёнными перегородкой
- HPBT — Hollow Point Boat Tail — с полостью в вершинке пули и конической хвостовой частью
- FMJBT — оболочечная с конической хвостовой частью (Lock Base)
- FMJ — оболочечная пуля

Масса пуль от 231 до 300 гран (от 15 до 19,4 г).

## Применение
Основная ниша применения патрона .338 Lapua Magnum — снайперская стрельба на большие дистанции. Высокая кучность (0,5 MOA) и настильная траектория пули позволяют вести эффективный прицельный огонь до 1500 метров и дальше.
Патрон .338 LM используется, например, в снайперских винтовках M98, M98B «Bravo», в винтовках фирм Remington, Weatherby, Sako, Blaser, Mannliher, H-S Precision, Keppeler, Accuracy International, B&T AG и других, а также в винтовках российских оружейных фирм «ОРСИС» и «Царь-Пушка».

## Боевые качества патрона
Пуля патрона .338 Lapua Magnum обладает очень мощным убойным и останавливающим действием:
- Патрон .338 Lapua Magnum пригоден для многих крупных и опасных животных, таких как: медведь всех видов и размеров, различных крупных представителей семейства кошачьих, крокодилов, крупных копытных и т.п;
- Патрон .338 Lapua Magnum всех типов пуль непригоден или малопригоден для очень крупных и опасных африканских животных, таких как: слоны, носороги, бегемоты и т.п;

Бронебойные пули патрона .338 Lapua Magnum пробивают почти любые бронежилеты, вплоть до Бр5 класса защиты, а также различные преграды (бетонные заборы, лист стали (Ст3) до 24 мм толщиной) на дистанциях до 200—300 метров.
На дистанциях выше пробивающая способность пули значительно падает и уже не пробивает бронежилеты Бр5 класса защиты. Так, пуля со стальным сердечником на дистанции в 340 метров не пробила китайский аналог керамической бронеплиты SAPI, но причинила серьёзные повреждения плите, попав в её край, а также нанесла серьёзные заброневые повреждения, способные привести к переломам и повреждениям внутренних органов или даже стать летальными.

## Баллистика
Выпускаются следующие патроны .338 Lapua Magnum:
- N318020 — охотничий патрон с пулей Naturalis массой 15 г;
- 4318017 — специальный/спортивный патрон с пулей Scenar массой 16,2 г;
- 4318033 — специальный/спортивный патрон с пулей Lock Base массой 16,2 г;
- 4318035 — специальный боевой патрон с бронебойной пулей массой 16,1 г;
- 4318048 — специальный боевой патрон с бронебойно-зажигательной пулей массой 16,4 г;
- 4318013 — специальный/спортивный патрон с пулей Scenar массой 19,4 г;

| Обозначение патрона                                 | N318020 | 4318017 | 4318033 | 4318035 | 4318048 | 4318013 |
| --------------------------------------------------- | ------- | ------- | ------- | ------- | ------- | ------- |
| Скорость пули, м/с                                  |         |         |         |         |         |         |
| 0 м                                                 | 920     | 905     | 900     | 905     | 895     | 830     |
| 100 м                                               | 835     | 856     | 850     | 848     | 840     | 789     |
| 200 м                                               | 753     | 808     | 800     | 794     | 786     | 750     |
| 300 м                                               | 674     | 762     | 751     | 741     | 735     | 712     |
| 600 м                                               | 473     | 631     | 611     | 595     | 592     | 605     |
| 800 м                                               | 375     | 551     | 525     | 509     | 508     | 539     |
| 1000 м                                              | —       | 477     | 444     | 431     | 431     | 478     |
| Энергия пули, Дж                                    |         |         |         |         |         |         |
| 0 м                                                 | 6348    | 6634    | 6561    | 6593    | 6568    | 6696    |
| 100 м                                               | 5233    | 5937    | 5846    | 5794    | 5782    | 6054    |
| 200 м                                               | 4251    | 5294    | 5179    | 5069    | 5068    | 5465    |
| 300 м                                               | 3410    | 4703    | 4563    | 4417    | 4425    | 4925    |
| 600 м                                               | 1678    | 3225    | 3023    | 2851    | 2876    | 3558    |
| 800 м                                               | 1054    | 2457    | 2230    | 2084    | 2113    | 2827    |
| 1000 м                                              | —       | 1540    | 1365    | 1275    | 1295    | 1819    |
| Горизонтальное отклонение, мм (боковой ветер 4 м/с) |         |         |         |         |         |         |
| 100 м                                               | 21      | 12      | 12      | 14      | 14      | 12      |
| 200 м                                               | 88      | 48      | 51      | 57      | 57      | 47      |
| 300 м                                               | 211     | 112     | 119     | 133     | 133     | 109     |
| 600 м                                               | 1014    | 495     | 535     | 593     | 589     | 469     |
| 800 м                                               | 2024    | 944     | 1035    | 1138    | 1130    | 880     |
| 1000 м                                              | —       | 1589    | 1768    | 1928    | 1911    | 1457    |